# Levanjska Varoš
Levanjska Varoš je općina u Hrvatskoj, u Osječko-baranjskoj županiji.

## Zemljopis
Općina Levanjska Varoš nalazi se na državnoj cesti D38. Najbliži grad je Đakovo koji se nalazi 21 kilometar istočno od općine. Općina graniči s gradom Našicama i općinom Drenje na sjeveru, općinama Satnica Đakovačka i Trnava na istoku, općinama Garčin, Bukovlje i Podcrkavlje na jugu i općinom Čaglin na zapadu.

## Stanovništvo
Prema popisu stanovništva iz 2001. godine Općina Levanjska Varoš imala je 1266 stanovnika (9,3 stanovnika na km²) od čega je 335 stanovnika živjelo u naselju Levanjska Varoš koja je ujedno bila i najnaseljenije naselje u općini. Prema popisu stanovništva iz 2011. godine Općina Levanjska Varoš imala je 1196 stanovnika (8,7 stanovnika na km²) od čega je 304 stanovnika živjelo u naselju Levanjska Varoš, a koje više nije bilo najnaseljenije naselje u općini već je to postala Breznica Đakovačka s 349 stanovnika.
Ostala naselja u Općini Levanjska Varoš prema popisu stanovništva iz 2011. su:
- Borojevci – Od popisa stanovništva iz 1981. nema stanovnika
- Breznica Đakovačka – 349 stanovnika
- Čenkovo – Od popisa stanovništva 2011. nema stanovnika
- Levanjska Varoš – 304 stanovnika
- Majar – 144 stanovnika
- Milinac – 28 stanovnika
- Musić – 78 stanovnika
- Ovčara – 23 stanovnika
- Paučje – 56 stanovnika
- Ratkov Dol – 28 stanovnika
- Slobodna Vlast – 186 stanovnika

Općina Levanjska Varoš ima najmanju gustoću naseljenosti u Osječko-baranjskoj županiji.
| broj stanovnika | 2144  | 2536  | 2251  | 2616  | 2843  | 3623  | 3683  | 4118  | 3252  | 3312  | 3025  | 2330  | 1670  | 1378  | 1266  | 1194  | 767   |
|                 | 1857. | 1869. | 1880. | 1890. | 1900. | 1910. | 1921. | 1931. | 1948. | 1953. | 1961. | 1971. | 1981. | 1991. | 2001. | 2011. | 2021. |

| broj stanovnika | 347   | 423   | 401   | 431   | 481   | 582   | 598   | 679   | 565   | 538   | 584   | 522   | 381   | 344   | 335   | 303   | 216   |
|                 | 1857. | 1869. | 1880. | 1890. | 1900. | 1910. | 1921. | 1931. | 1948. | 1953. | 1961. | 1971. | 1981. | 1991. | 2001. | 2011. | 2021. |

## Poznate osobe
- Jozo Franjić, redoviti sveučilišni profesor u trajnome zvanju, Sveučilište u Zagrebu-Šumarski fakultet[6][7][8]
- Zvonimir Zoričić, glumac
- Mirko Barišić, predsjednik GNK Dinama
- Viktor Vincens, hrvatski katolički svećenik, novinar

## Spomenici i znamenitosti
Gradina, ostatak srednjovjekovne utvrde Ivanjske, od koje su vidljivi ostaci temelja te građevinski materijal i dvostruki opkopi u kojima se još uvijek zadržava voda.
Crkva sv. Antuna Padovanskog, koju je obnovio đakovački biskup Matej Krtica (1726. – 1805.), kako i stoji uklesano na kamenoj ploči iznad portala.
Malo je poznata i potpuno neistražena tzv. Široka ćuprija, most na izlazu iz naselja prema zapadu zidan od kamena, a koji je nekada premoštavao vodu koja se svojedobno priječila na poznatom srednjovjekovnom "Velom drumu" (Via regalis) koji je vodio od Đakova do Požege.
Novijeg je datuma samostan karmelićanki u Đakovačkoj Breznici.

## Obrazovanje
U naselju Levanjska Varoš, kao općinskom sjedištu, nalazi se novoizgrađena Osnovna škola "Silvija Strahimira Kranjčevića".

## Šport
- NK Dilj Levanjska Varoš (3. ŽNL Osječko-baranjska, NS Đakovo, 2008./09.)